# The Gates of Oblivion
The Gates of Oblivion è il terzo album in studio del gruppo musicale power metal spagnolo Dark Moor, pubblicato nel 2002 dalla Arise Records. Nell'album hanno partecipato il coro di Valcavasia e Dan Keying dei Cydonia.

## Tracce
1. In the Heart of Stone – 4:36
2. A New World – 5:52
3. The Gates of Oblivion – 1:38
4. Nevermore – 4:43
5. Starsmaker (Elbereth) – 5:42
6. Mist in the Twilight – 0:50
7. By the Strange Path of Destiny – 5:46
8. The Night of the Age – 4:33
9. Your Symphony – 4:27
10. The Citadel of the Light – 1:10
11. A Truth for Me – 5:03
12. Dies Irae (Amadeus) – 11:09
13. The Shadow of the Nile (Bonus Track) – 5:58

## Riferimenti dei testi
- A New World tratta della scoperta dell'America.
- Nevermore parla di Edgar Allan Poe e dei suoi libri.
- Starsmaker (Elbereth) parla di Varda, una Valar nell'universo fantasy di J. R. R. Tolkien.
- Dies Irae (Amadeus) è un tributo a Wolfgang Amadeus Mozart.

## Formazione
- Elisa C. Martín - voce
- Enrik Garcia - chitarra
- Albert Maroto - chitarra
- Anan Kaddouri - basso elettrico
- Roberto Peña De Camus - tastiera
- Jorge Saez - batteria